# Prelekcje paryskie

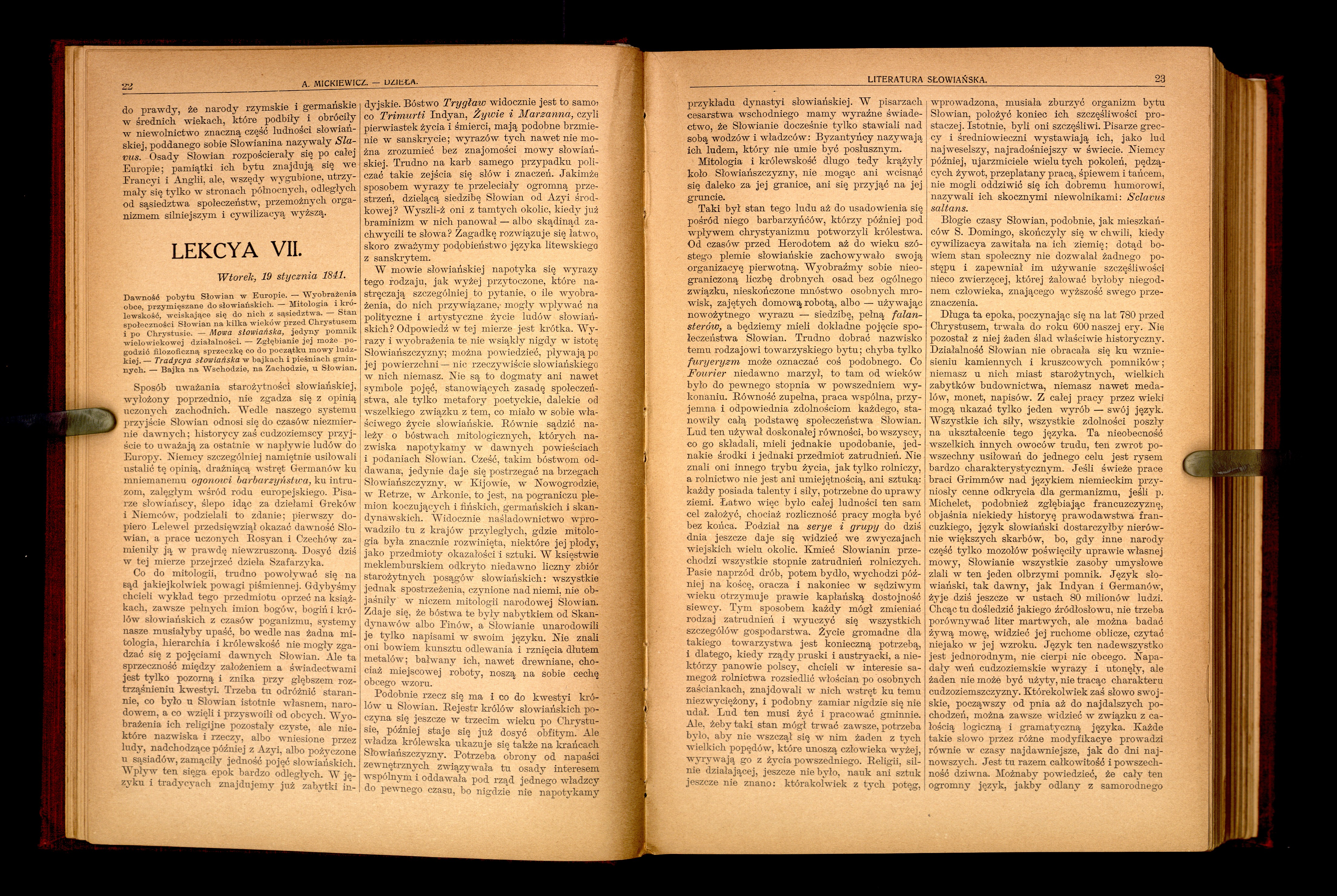
Fragment wykładu wygłoszonego 19 stycznia 1841 roku

Prelekcje paryskie – cykl wykładów Adama Mickiewicza na temat literatury słowiańskiej w Collège de France w Paryżu w latach 1840-1844 (cztery roczne kursy). Wykłady zostały spisane przez słuchaczy i wydane jeszcze za życia Mickiewicza. Przetłumaczono je na wiele języków. Mickiewicz redagował pierwsze wydania i opatrywał je przedmowami.

## Historia prelekcji paryskich
Mickiewicz objął w Collège katedrę języków słowiańskich w 1840 roku. Jego wykłady cieszyły się sławą i popularnością głównie wśród Słowian i Francuzów. W roku 1841 Mickiewicz związał się z reprezentantem nurtu polskiego mesjanizmu – Andrzejem Towiańskim, co miało wpływ na treść prelekcji. Czteroletni kurs od połowy zaczął być mniej historią literatury, a bardziej propagandą mesjanizmu. Wywoływał ogromne kontrowersje. W 1844 roku władze francuskie zawiesiły Mickiewicza w czynnościach profesora z powodu politycznej wymowy wykładów (wychwalanie Napoleona) oraz propagowania towianizmu.

## Treść prelekcji paryskich
W wykładach Mickiewicz wygłosił autorską i bogatą historię kultury Słowian. Nie ograniczał się do historii literatury, ale mówił o historii filozofii, języka, religii czy historii politycznej. Skomentował ideę dramatu słowiańskiego. Przeprowadził wiele błyskotliwych analiz literackich. Jednocześnie głosił misję Słowian, szczególnie Polaków i Francuzów, co czyniło go przedstawicielem mesjanizmu polskiego. Uważał, że świat czeka rychła odmiana i powtórne zejście Chrystusa na Ziemię. Może ona dojść do skutku dzięki ofierze, jaką złożyli Polacy oraz ich cierpieniu. Krytykował Kościół katolicki za sprzeniewierzenie się zasadom chrześcijaństwa.